# Bourguébus
Bourguébus település Franciaországban, Calvados megyében. Lakosainak száma 2561 fő (2022. január 1.). Bourguébus Bellengreville, Frénouville, Soliers, Le Castelet és Castine-en-Plaine községekkel határos.

## Népesség
A település népességének változása:
| Lakosok száma | 342  | 650  | 663  | 1310 | 1690 | 1843 | 2016 | 2186 | 2304 | 2561 |
|               | 1968 | 1982 | 1990 | 2006 | 2013 | 2015 | 2017 | 2019 | 2020 | 2022 |